# Semiothisa irrufata
Semiothisa irrufata là một loài bướm đêm trong họ Geometridae.